# Буконис
Буконис — деревня в Ионавском районе Каунасского уезда в центральной Литве. Административный центр Буконисского староства.

## География
Деревня находится в 18 км к северу от Ионавы, у шоссе Укмерге-Кедайняй. Имеются 14 небольших улиц. Самые большие — Укмергская и Ионавская, образованные заходящими в деревню асфальтированными дорогами.

## История
Первое упоминание деревни относится к 16 веку. В 1835 году через Буконис была проложена дорога Санкт-Петербург — Варшава. В 2014 году утвержден герб Букониса.

## Население
В 1888 году насчитывалось 88 жителей, 1923 г. — 189 (в том числе 53 в поместье), 1959 г. — 184, 1970 г. — 267, 1979 г. — 285, 1989 г. — 547, 2001 г. — 752, а в 2021 году — 430 человек.

## Социальная инфраструктура
В деревне имеются церковь св. Архангела Михаила (построена в 1790 г.), почта, медпункт, начальные и основные школы, детский сад, дом культуры, библиотека.